# Balassa–Samuelson-hatás
A Balassa–Samuelson-hatás elmélete (Balassa Béla és Paul Samuelson után) felteszi, hogy a munkaerő a szegényebb országokban kevésbé termelékeny, mint a gazdag országokban a külkereskedelmi forgalomba kerülő áruk szektorában, de a nemzetközi termelékenységi különbségek a külkereskedelmi forgalomba nem kerülő szektorban elhanyagolhatók.
Ha a külforgalomba kerülő javak árai nagyjából azonosak minden országban, akkor viszont a szegény országok külforgalomba kerülő ágazataiban az alacsonyabb termelékenység a külföldieknél alacsonyabb béreket jelent, alacsonyabb termelési költségeket a külforgalomba nem kerülő áruknál, és ennél fogva a külforgalomba nem kerülő áruk alacsonyabb árait.
A gazdag országok a külkereskedelmi forgalomba kerülő szektor magasabb termelékenységével a külforgalomba nem kerülő áruk magasabb árára és magasabb árszínvonalra lesznek hajlamosak.
Másrészről a felzárkózó országokban a termelékenység javulása eltérő sebességgel megy végbe a gazdaság egyes ágazataiban. A külkereskedelmi forgalomba kerülő termékeknél a termelékenység javulása nagyobb, ami nagyobb nominális bérnövekedést tesz lehetővé. A béremelkedés azonban átgyűrűzik azokba az ágazatokba is, ahol a termelékenység nem növekedett. Az emiatti indokolatlan béremelkedésnek – az árszínvonal növekedésén keresztül – végső soron inflációs hatása lesz.